# FitzRoy Somerset, 1.º Barão Raglan
O marechal de campo FitzRoy James Henry Somerset, 1.º Barão Raglan, GCB, PC (Badminton, Inglaterra, 30 de setembro de 1788 - Crimeia, Império Russo, 28 de junho de 1855), conhecido antes de 1852 como Lord FitzRoy Somerset, foi um militar britânico. Foi ferido na Batalha de Waterloo, tendo-lhe sido amputado um braço. Foi o primeiro comandante-chefe britânico na Guerra da Crimeia (1854). Durante as Guerras Napoleónicas, Somerset serviu como secretário militar do Duque de Wellington. Foi duramente criticado pelas suas estratégias durante a Batalha de Balaclava.